# Àlex Rubín de Celis
Àlex Rubín de Celis Ferrando (2003, Lérida) es un jugador de baloncesto español que mide 188 centímetros y juega en la posición de base en las filas del Club Baloncesto Peñas Huesca de la Liga LEB Plata, cedido por el Força Lleida. Es hermano del también baloncestista de Marc Rubín de Celis.

## Trayectoria
Àlex Rubín de Celis se inició a los 6 años en la cantera del del extinto Lleida Básquet y más tarde, a los 11 años se incorporó a la base del Joventut de Badalona, donde estuvo cuatro temporadas. 
En verano de 2019, firma por el equipo júnior del Bàsquet Manresa, en el que jugaría durante dos temporadas.
En la temporada 2020-21, con el equipo manresano finalizó tercero en el Campeonato de Catalunya y quinto en el de España, una posición histórica para el club del Bages.
El 3 de agosto de 2021, firma por el Força Lleida de la Liga LEB Oro.
Durante la temporada 2021-22, alternaría participaciones con el CB Alpicat de Liga EBA y el equipo del Força Lleida.
El 18 de agosto de 2022, firma por el Club Baloncesto Peñas Huesca de la Liga LEB Plata, cedido por el Força Lleida.